# Kasyno (film)
Kasyno (ang. Casino) – amerykański film fabularny z 1995 roku w reżyserii Martina Scorsese.

## Fabuła
Historia Sama Rothsteina, Żyda z Chicago, któremu mafia powierzyła w latach 70. kontrolę nad kasynem Tangiers w Las Vegas. Film został nakręcony na podstawie powieści Nicholasa Pileggiego Casino, która opisywała faktyczne zdarzenia.

## Obsada
- Robert De Niro – Sam "Ace" Rothstein (inspirowany Frankiem Rosenthalem)
- Sharon Stone – Ginger McKenna (inspirowana Geri McGee)
- Joe Pesci – Nicky Santoro (inspirowany Anthonym Spilotro)
- James Woods – Lester Diamond
- Frank Vincent – Frank Marino
- Pasquale Cajano – Remo Gaggi
- Kevin Pollak – Phillip Green
- Don Rickles – Billy Sherbert
- Vinny Vella – Artie Piscano
- Alan King – Andy Stone
- L.Q. Jones – Pat Webb
- Dick Smothers – Senator
- Joseph Rigano – Vincent Borelli
- John Bloom – Don Ward
- Melissa Prophet – Jennifer Santoro
- Bill Allison – John Nance
- Gene Ruffini – Vinny Forlano
- Dominick Grieco – Americo Capelli
- Erika von Tagen – Amy Rothstein (starsza)
- Frankie Avalon – On sam
- Steve Allen – On sam
- Jayne Meadows – Ona sama
- Jerry Vale – On sam
- Catherine Scorsese – Matka Piscana
- Oscar Goodman – On sam
- Philip Suriano – Dominick Santoro
- Richard Amalfitano – Pracownik kasyna
- Richard F. Strafella – Pracownik kasyna
- Casper Molee
- David Leavitt
- Peter Conti – Arthur Capp
- Cathy Scorsese – Córka Piscano
- Steve Vignari – Beeper
- Rick Crachy
- Larry E. Nadler – Lucky Larry
- Paul Herman – Hazardzista w budce telefonicznej

## Produkcja
Zdjęcia do filmu kręcono w Las Vegas (Nevada), Hanford, Fresno i Baker (Kalifornia).

## Odbiór
Film Kasyno spotkał się z pozytywną reakcją krytyków. W serwisie Rotten Tomatoes, 80% z sześćdziesięciu jeden recenzji filmu jest pozytywne (średnia ocen wyniosła 7,2 na 10). Na portalu Metacritic średnia ocen z 17 recenzji wyniosła 73 punkty na 100.

## Nagrody i nominacje
| Rok  | Miejsce                                | Nagroda       | Kategoria                         | Odbiorcy i nominowani | Wynik     |
| ---- | -------------------------------------- | ------------- | --------------------------------- | --------------------- | --------- |
| 1996 | MTV Movie Awards 1996                  | Złoty Popcorn | Najlepsza aktorka                 | Sharon Stone          | nominacja |
| 1996 | MTV Movie Awards 1996                  | Złoty Popcorn | Najlepszy czarny charakter        | Joe Pesci             | nominacja |
| 1996 | 68. ceremonia wręczenia Oscarów        | Oscar         | Najlepsza aktorka pierwszoplanowa | Sharon Stone          | nominacja |
| 1996 | 53. ceremonia wręczenia Złotych Globów | Złoty Glob    | Najlepsza aktorka w dramacie      | Sharon Stone          | wygrana   |
| 1996 | 53. ceremonia wręczenia Złotych Globów | Złoty Glob    | Najlepszy reżyser                 | Martin Scorsese       | nominacja |